# 犯罪心理：跨國救援
《犯罪心理：跨國救援》（英語：Criminal Minds: Beyond Borders）是一部由 Erica Messer 創作的美國警察電視劇，於 2016 年 3 月 16 日至 2017 年 5 月 17 日在 CBS 播出。該節目由 The Mark Gordon Company 在與 CBS 電視工作室和 ABC 工作室合作。該作品是原創系列《犯罪心理》的衍生作品，在同一網路上播出，是《犯罪心理》系列的第三部。《犯罪心理：跨國救援》講述 FBI 特工精英團隊中的虛構的國際反應小組 (IRT)，他們的任務是解決涉及美國公民在國際領土上的案件。
CBS 於 2015 年 4 月 8 日播出了一集《犯罪心理》的後門試播集，介紹了一個名為“跨國救援”的跨界劇集的角色。該劇原定於 2016 年 3 月 2 日首播，但被推遲了兩週，改為於 2016 年 3 月 16 日首播，並填補了周三晚上 10:00 的時段，緊接著原版《犯罪心理》播出。
2017 年 5 月 14 日，CBS 在兩個賽季後取消了該系列。

## 資料來源
1. 1 2  Hibberd, James. . Entertainment Weekly. December 12, 2014  [2022-10-09]. （原始内容存档于2022-10-13）.
2. ↑  Mitovich, Matt Webb. . TVLine. December 12, 2014  [2022-10-09]. （原始内容存档于2015-10-25）.
3. ↑  Goldberg, Lesley; O'Connell, Michael. . The Hollywood Reporter. May 14, 2017  [2022-10-09]. （原始内容存档于2021-01-25）.